# カール・フォン・リンネ (子)
カール・フォン・リンネ (Carl von Linné den yngre, Carolus Linnaeus filius, 1741年1月20日 - 1783年11月1日) は、スウェーデンの博物学者。「分類学の父」といわれるカール・フォン・リンネ（大リンネ）の息子であり、同名の父と区別するために小リンネとも表記される。

## 概要

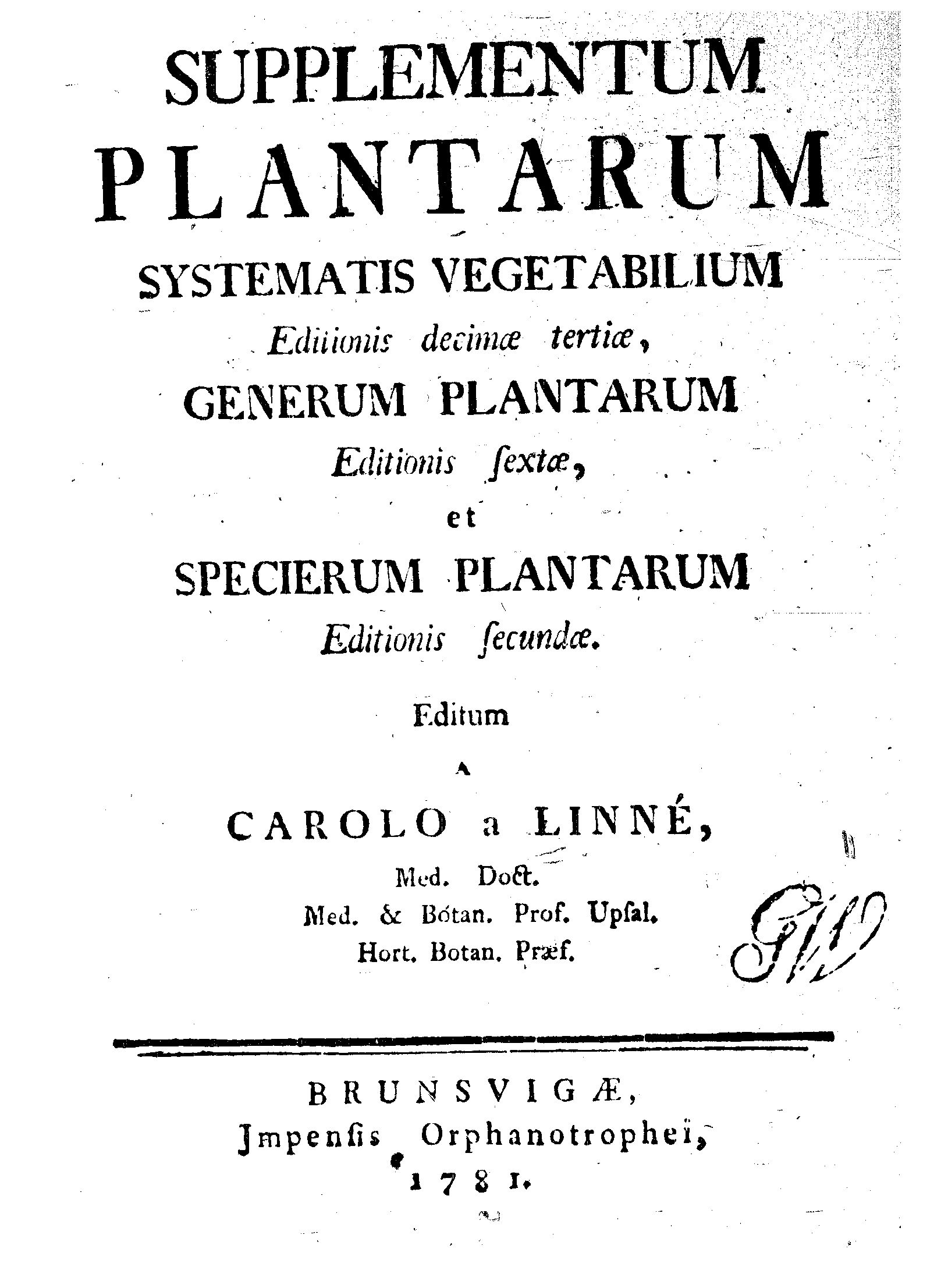
Supplementum Plantarum (1781年)

9歳の時にウプサラ大学に入学し、父カールの教え子であったペール・レーフリング (Pehr Löfling)、ダニエル・ソランダー、ヨハン・ペーテル・ファルク (Johann Peter Falck) らに指導を受けた。1763年には、父の跡を継いでウプサラ大学の臨床薬理学の学長となった。
父のリンネの死後、遺された仕事はカールが引き継いだ。カールは、大リンネが『植物の種』（Species Plantarum）と『植物の属』(Genera Plantarum)でまとめた植物分類についての追補を行い、その成果を『植物の種 補遺』（Supplementum Plantarum）にまとめた。
1783年に死去。空いた植物学教員のポストには、カール・ツンベルクが就いた。大リンネから引き継いだ膨大なコレクションは、母によってイギリスの植物学者であるジェームズ・エドワード・スミスに売却された。